# کریستین مانئا
کریستین مانئا (انگلیسی: Cristian Manea؛ زادهٔ ۹ اوت ۱۹۹۷) بازیکن فوتبال اهل رومانی است.
از باشگاه‌هایی که در آن بازی کرده‌است می‌توان به باشگاه فوتبال استوا بخارست، رویال اکسل موکرون، باشگاه فوتبال آپولون لیماسول، باشگاه فوتبال ویتورول کنستانتسا، و باشگاه فوتبال سی‌اف‌آر کلوژ اشاره کرد.
وی همچنین در تیم‌های ملی فوتبال زیر ۱۷ سال رومانی، زیر ۲۱ سال رومانی، زیر ۲۳ رومانی و رومانی بازی کرده‌است.